# Itacambira
Itacambira é um município brasileiro do estado de Minas Gerais, situado a uma altitude de 1.048 m. O município, fundado em 1962, tem um total de 4 252 habitantes numa área de 1.788,455 km². Portanto, com uma densidade de 2,4 hab/km².

## Etimologia
"Itacambira" procede do tupi antigo itakangapyra, "pedra da cabeça pontuda": itá, pedra + akanga, cabeça + apyr, pontuda + a, sufixo.

## Organização Político-Administrativa
Sendo um município do Brasil, Itacambira é administrada por dois poderes, o executivo e o legislativo, independentes e harmônicos entre si. O primeiro é representado pelo prefeito, auxiliado pelo seu gabinete de secretários e eleito pelo voto popular para um mandato de quatro anos, sendo permitida uma única reeleição para mais um mandato consecutivo, enquanto que o segundo é representado pela Câmara Municipal de Itacambira, órgão colegiado de representação dos munícipes que é composto por 9 vereadores também eleitos por sufrágio universal.
As atuais autoridades que ocupam cargos da organização político-administrativa de Itacambira são as seguintes (data: 13 de janeiro de 2024):
- Prefeito: Geraldo Moisés de Souza - PSB (2021/-)[11]
- Vice-prefeito: José Francisco Ferreira - PTB (2021/-)[11]
- Presidente da Câmara: Leandro Noronha Neves - PDT (2023/-)[12]

## Turismo
Entre as atrações, está a Matriz de Santo Antônio, uma construção iniciada na primeira metade do século XVIII. O interior dela causa impacto visual pelo aspecto despojado e diferente das apresentações estéticas de templos católicos. Em 2009, o Instituto Estadual do Patrimônio Histórico e Artístico de Minas Gerais entregou as obras de restauração de nove imagens sacras, além do retábulo-mor, oratório da sacristia, quatro oratórios da nave, púlpito, coro e a balaustrada da nave.
A igreja chegou a guardar as "múmias de Itacambira". Próximo a Itacambira, encontram-se diversas cachoeiras, contabilizando um total de sete quedas d'água.